# تفجير بيروت في تموز 2013
في 9 تموز / يوليو 2013، الموافق 30 من شهر شعبان 1434، انفجرت سيارة مفخخة في الضاحية الجنوبية لبيروت، في بئر العبد، وهي منطقة ذات غالبية شيعية. أصاب القصف ما لا يقل عن 53 شخصًا، حيث كان قريبًا من السوق المركزي (السوبرماركت) المُزدحم، استعدادًا لشهر رمضان، لكن لحسن الحظ لم يُقتل أي شخص. زاد القصف من مخاوف اللبنانيين من اقتراب الحرب في سوريا من دخول الأراضي اللبنانية. وقع هذا القصف في قلب الموقع الرئيس لجماعة حزب الله اللبنانية. هذه المجموعة هي حزب سياسي إسلامي شيعي معروف بدعمه والقتال إلى جانب الرئيس بشار الأسد في الحرب الأهلية السورية. مما دفع الناس إلى الاعتقاد بأن التفجير كان متعمدًا ومدعومًا سياسيًّا، وبأنه يهدف إلى إيصال رسالة لمن استهدفه.

## الخلفية
في الفترة التي سبقت التفجير في عام 2013، كان التوتر الحدودي بين لبنان وسوريا في تصاعد. اعتبارًا من آذار 2013، أطلقت الطائرات السورية صواريخ على شمال لبنان بعد تحذير بيروت بعدم السماح لمجموعاتها المسلحة بعبور الحدود لخوض الحرب في سوريا. كما كانت الجماعات المسلحة اللبنانية تقاتل ضد الحكومة السورية، وهذا التدخل في الحرب الأهلية السورية لم يكن موضع تقدير وتأييد من المسؤولين السوريين. كانت الاعتداءات على لبنان بمثابة تحذير بالتوقف وهو ما توقعه النظام السوري. ولكن في أيار 2013، لقي عشرة أفراد مصرعهم في طرابلس بسبب الاشتباكات الطائفية بين مؤيدي ومعارضي الحكومة السورية. استمرت الاضطرابات في حزيران 2013 عندما قُتل عدة أشخاص في معركة متبادلة بين مسلح من حزب الله ومتمردين سوريين، تلاها مقتل 17 جنديًا لبنانيًا على أيدي مسلحين سُنَّة. تُصور أحداث 2013 بدقة التوتر السياسي بين لبنان وسوريا. تأثر لبنان بشكل كبير بالحرب الأهلية في سوريا، كل ذلك قبل تفجير السيارة المفخخة في 9 تموز / يوليو في بئر العبد.

### الصراع السني الشيعي
حزب الله هو حزب سياسي إسلامي شيعي يدعم بشار الأسد، ويحصلون على دعمهم المالي وسلاحهم من إيران، وهم يمثلون الإسلام السياسي الشيعي. بدؤوا في الأصل كمنظمة محبوبة على نطاق واسع من قبل العديد من الأفراد اللبنانيين بسبب دورهم المهم والمحوري في تحرير جنوب لبنان من الاحتلال الإسرائيلي. ومع ذلك، لم يعد هذا هو الحال بسبب ظان الكثيرين أن حزب الله يقاتل لتحويل لبنان إلى دولة ذات صبغة إسلامية، ونشر النفوذ الإيراني في جميع أنحاء الشرق الأوسط. وهذا أمر يعارضه غالبية اللبنانيين، باعتبار أن لبنان معروف على نطاق واسع بتنوعه وحريته في الأديان. أعلن الاتحاد الأوروبي حزب الله منظمة إرهابية عام 2013، وانفصل عن الحكومة اللبنانية، مما جعله في نظر الغرب تنظيمًا مسلحًا مستقلًّا يقاتل نيابةً عن إيران بدلًا من لبنان. على الرغم من أن السنة والشيعة متشابهان للغاية في الأساس، فإن الانقسام بين الطائفتين يعود إلى قبل 14 قرنًا، ويمكن إرجاعه إلى الخلافات حول من هو الخليفة بعد النبي محمد. السنة هم الطائفة الأغلبية، حوالي 85٪ من المسلمين هم من السنة، و 15٪ من الشيعة. الشيعة يمثلون غالبية السكان في إيران والعراق والبحرين وأذربيجان، مع تعداد لا بأس به في السعودية والكويت ولبنان وسوريا، بالإضافة إلى حزب الله في لبنان. بينما يُمثِّل السنة الأغلبية في حوالي 40 دولة حول العالم. هذا الانقسام بين الطائفتين احتدم ووصل ذروته في القرن الحادي والعشرين، وبدأ عندما أنتجَت الثورة الإسلامية عام 1979 في إيران شكلًا متطرفًا من الإسلام الشيعي، ثار على النفوذ الغربي في الشرق الأوسط، وتصادم مع المُحافظِين السنة في دول مثل المملكة العربية السعودية. هذا الشكل المتطرف للإسلام الشيعي في إيران هو الحكم الذي يريد حزب الله نشر تأثيره في الشرق الأوسط بحسب المحافظين السنة، والدول القوية الأخرى تعارض هذا الشكل من الحكم. كان هذا الخلاف هو مصدر الصراع السني الشيعي الأخير في الشرق الأوسط، وكان السبب الرئيس وراء خوض الجماعات السنية والشيعية في معارك مستمرة وإشراك دول مثل لبنان، مما أدى إلى تفجيرات السيارات التي أحدثتها الجماعات السنية للمدنيين الشيعة في جنوب لبنان طوال عام 2013، وفي الضاحية الجنوبية في 9 تموز 2013.

## تكهنات حول المسؤول عن التفجير
ورغم أنه لم يتقدم أحد وتحمل مسؤولية التفجير، إلا أن هناك تكهنات قليلة حول مسؤولية أحد الأحزاب السياسية المنافسة عن هذه المأساة. تقع بئر العبد في قلب المنطقة السياسية لحزب الله، مما يجعلها منطقة مليئة بالمدنيين الشيعة. تسبب هذا الهجوم على أراضيهم في غضب وحزن كثيرين من المسلمين الشيعة لإلقاء اللوم على المسلحين اللبنانيين أو السوريين الذين يدعمون الانتفاضة التي يقودها السنة في البلد المجاور لسوريا. يخشى الكثير من السكان احتمال أن تصبح الحرب في سوريا قريبًا حربًا في لبنان. في البداية، ألقى كل من حزب الله وسعد الحريري رئيس وزراء لبنان باللائمة على «إسرائيل وعملائها» لورود معلومات عن معرفة إسرائيل بحصول الحادث قُبيل الانفجار. ومع ذلك، يتكهن الكثيرون بأن ذلك غير صحيح، وقِيل للحفاظ على السلام بين السنة والشيعة، في وقت ساد فيه الغضب السني الفاضح والصريح والعمليات الإرهابية التي تقودها جماعات سنية متطرفة بصراحة، والذين يُغذيهم الإعلام والشخصيات الدينية الذين كانوا يتقاضون رواتبهم من الخارج لإشعال النيران مع حزب الله، لدعمه الرئيس السوري بشار الأسد. كان أنصار حزب الله يخشون من تعرضهم للهجوم بسبب تدخل مجموعاتهم في سوريا، فقد بدؤوا الدخول وغرضهم هو القضاء على المتطرفين في سوريا الذين ابتليت بهم المنطقة وكانوا يستعدون لغزو لبنان، ومنهم داعش جبهة النصرة، ولكن سرعان ما أصبحوا منغمسين في الحرب الأهلية السورية رغم تخوف كبار المسؤولين في حزب الله من حدوث هذا الأمر.

## ردود الفعل
استهدف الهجوم بشكل أساسي الشيعة الذين يعيشون في بئر العبد، وواجهوا سحابة من الدخان الأسود أثناء استعدادهم للاحتفال بشهر رمضان، وهو احتفال ديني إسلامي يحتفل فيه السنة والشيعة على حد سواء. أثار هذا التفجير حالة من الفوضى في لبنان، حيث هرع الناس إلى الشوارع للتعبير عن غضبهم وحزنهم. تدفق أنصار حزب الله إلى الشوارع وبدؤوا يهتفون ويطلقون صيحات الاستهجان ويشحنون سيارة وزير الداخلية اللبناني مروان شربل، الذي كان مسؤولًا بشكل كبير، بسبب عدم الاستعداد الأمني وعدم التحرك على تلك الجبهة لحماية الحدود أو حماية مناطق الشيعة أو لمحاصرة الخلايا المخفية داخل البلاد، خصوصًا لكونه متهم بالتعاطف مع العديد من المتطرفين السنة الذين عُرفوا لاحقًا كإرهابيين ومنهم أحمد العسير الذي كان إرهابيًّا مدعومًا من الحريري، وعاش في صيدا، وأرهب المسلمين الشيعة في لبنان لسنوات بالأسلحة النارية، أشهرُها وهم يقودون سياراتهم عبر المدينة للوصول إلى العاصمة. ولم يتم اتخاذ قرار اعتقاله وقتله إلا بعد اندلاع اشتباكات له مع الجيش اللبناني وقتله عدة جنود لبنانيين.
وأعلنت كتيبة من الجيش السوري الحر مسؤوليتها عن التفجير لاحقًا، بينما نفى متحدث باسم الجيش السوري الحر أي تورط في التفجير بعد اندلاع الغضب. بعد شهر من 15 آب 2013، انفجرت سيارة مفخخة أخرى في نفس المنطقة الشيعية، مما أسفر عن مقتل 27 شخصًا وإصابة أكثر من 200 بجروح هذه المرة.
ظلت الأشهر التي أعقبت هذا التفجير في تموز، صعبة على الشعب اللبناني. ففي تشرين الثاني 2013، وقع تفجير انتحاري مزدوج خارج السفارة الإيرانية في بيروت، وأودى بحياة 22 شخصًا. واستمر هذا السلوك في المناطق والتجمعات الشيعية طيلة سنوات، فيما سعى حزب الله تدريجيًّا لاكتساب نفوذ في الحكومة اللبنانية، وبسبب نفوذهم توقفت الهجمات على لبنان، نظرًا لأن حزب الله يرى بأنه لن يكون قادرًا على حماية اللبنانيين ككل والشيعة في الجنوب إلا بتحقيق هدفه المتمثل في السيطرة على أغلبية السلطة داخل الإدارة اللبنانية، برلمانيًا وعسكريًا لتخليص المؤسسات من النفوذ الأمريكي، والذي لم يحصل حتى يومنا هذا بسبب سنوات من التعاون وترسيخ المسؤولين الأمريكيين السيطرة في لبنان. هذه القوة لم يستعدها اللبنانيون والشعب اللبناني بعد، لأن لبنان يمر بثورة سياسية، وحزب الله هو الحزب الشرعي الوحيد المتبقي من حيث التأييد الشعبي، لدوره المحوري في تحرير لبنان من الاحتلال الإسرائيلي، ودوره في إيقاف جماعات السنة المتطرفة مثل داعش والنصرة من دخول لبنان.